# Unschooling

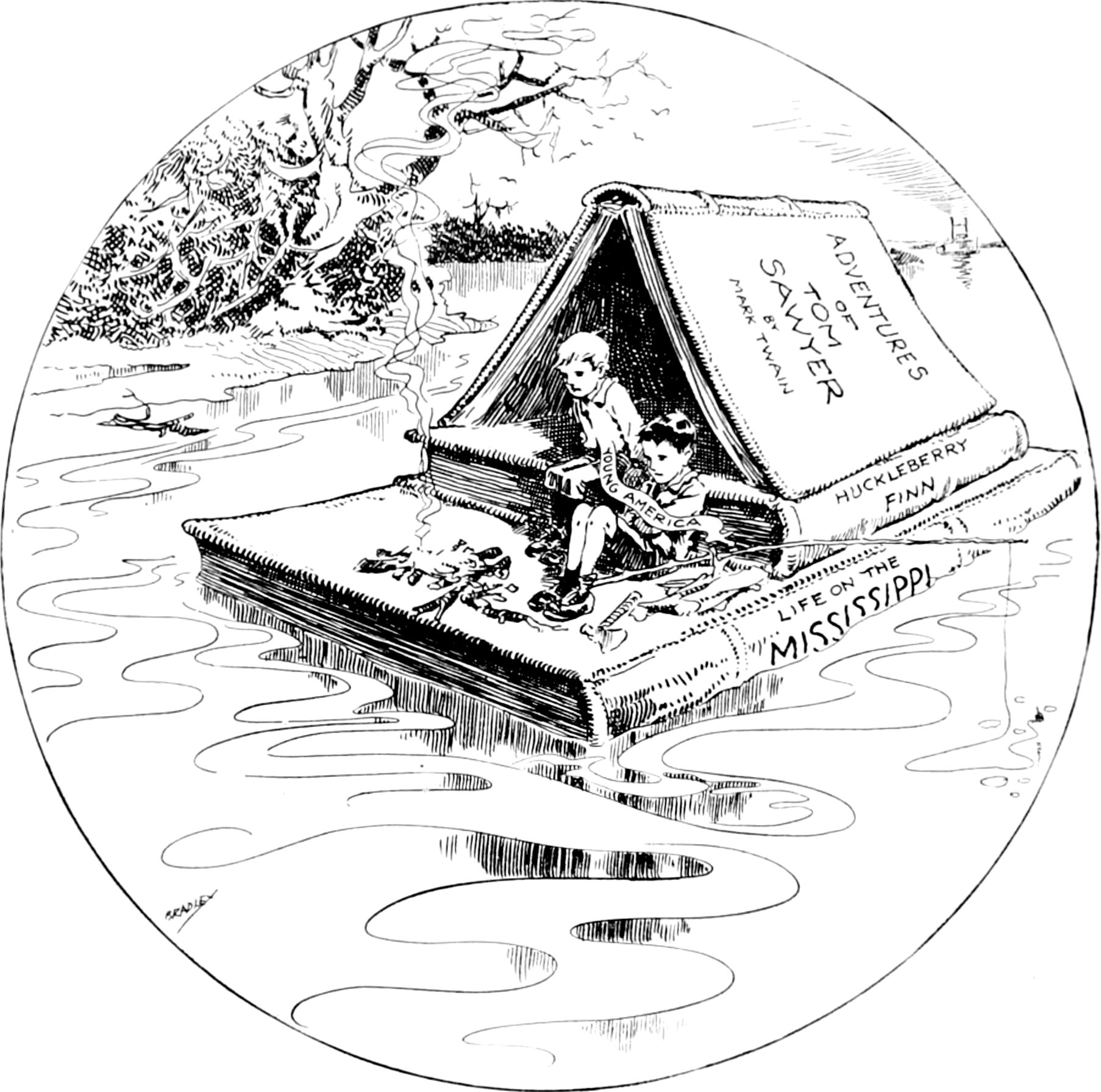
Související obrázek

Unschooling je přístup ke vzdělávání založený na přesvědčení, že vzdělávání je přirozený celoživotní proces, který probíhá v každé chvíli našeho života. Odmítá jakékoli formy moderního školního vzdělávacího systému s předem daným kurikulem. Unschooling nerozlišuje mezi žitím a učením se.

## Princip
Děti, které jsou vychovávány v souladu s myšlenkou unschoolingu, nechodí do školy, ani jim nevymýšlí obsah vzdělávání jejich rodiče. Nemusí plnit úkoly dané osnovami a nejsou podrobovány žádnému testování, v podstatě neimitují žádné školní aktivity. Rodiče nechávají svým dětem absolutní svobodu v následování svých zájmů a v učení se svojí vlastní cestou, zároveň se jim snaží poskytnout co nejpodnětnější prostředí a podporu pro rozvoj.

## Historie
Termín unschooling vznikl v sedmdesátých letech minulého století a jeho autorem je bývalý učitel a pedagogický teoretik John Holt. Definuje ho jako učení nesouvisející se školním prostředím. Holt byl přesvědčený o tom, že učení je přirozený proces. V rámci své učitelské profese porovnával svobodné učení dětí bez zásahu dospělého a na druhé straně negativní vliv na učení dítěte v případě, kdy je vedeno učitelem ve škole. Chtěl také odlišit unschooling od homeschoolingu – domácího vzdělávání, protože domácí vzdělávání vnímal pouze jako přesunutí vlivu učitele na rodiče. Stále se jedná o školní činnosti, pouze v domácím prostředí, zatímco unschooling odmítá působení kohokoli jiného kromě samotného dítěte. Velká část rodičů praktikující unschooling nejprve své děti vzdělávala doma a až později přirozeně přešla k unschoolingu.
Kořeny unschoolingu můžeme vidět také v teorii odškolnění, kterou propagovali dva tzv. emancipační pedagogové – Paulo Freire a Ivan Illich. Jejich kritika školy spočívá v poukazování na nedostatky tradičních škol, mezi které patří např. přehlížení každodenních zkušeností žáků, učitelů a rodičů. Dle Illicha školy omezují přístup k vědění a vzdělání.

## Unschooling v České republice

### Legislativa
Česká republika patří mezi státy s povinnou školní docházkou, k níž se novelou 178/2016 Sb. školského zákona od září 2017 přidalo povinné předškolní vzdělávání pro všechny pětileté děti. V České republice je v současnosti povoleno plnit povinnou školní docházku individuálním způsobem § 41 školského zákona, každé takto vzdělávané dítě však musí být zapsáno v konkrétní ZŠ, jejíž ŠVP musí také dodržovat. Z výše uvedeného vyplývá, že v České republice není možné unschooling legálně provozovat, protože dítě nemá svobodu volit si co, kdy, kde, jak, s kým a jakým způsobem se bude učit, ale musí plnit požadavky Rámcového vzdělávacího programu MŠMT ČR, potažmo školního vzdělávacího programu konkrétní školy.

### Projekty
V České republice existuje několik projektů, které se tématem unschoolingu zabývají. Patří mezi ně např. Svoboda učení a Aliance pro sebeřízené vzdělávání. Tyto projekty si kladou za cíl šířit osvětu o unschoolingu a sebeřízeném vzdělávání. Propojují a poskytují podporu pro podobně smýšlející rodiny a pořádají setkání, semináře a workshopy.

### Školy
Pro rodiče, kteří chtějí, aby si jejich dítě mohlo svobodně vést své vzdělávání, existuje také alternativa tzv. svobodných a demokratických škol. V České republice funguje Asociace svobodných a demokratických škol, jejímž posláním je sdružovat školy uplatňující principy unschoolingu. Momentálně je na seznamu uvedených 16 škol. Tyto školy často nacházejí inspiraci u zahraničních škol, které se považují za průkopníky tohoto stylu vzdělávání. Jedná se např. o Summerhill a Sudbury.

## Unschooling ve světě
Unschooling je v současnosti populární zejména v USA, kde jsou téměř dva miliony žáků vedených v systému domácího vzdělávání. Toto číslo stále roste. Předpokládá se, že zhruba 20 % z nich praktikuje unschooling. Jelikož se jedná o poměrně nový fenomén, výzkumy zabývající se unschoolingem zatím přibývají pomalým tempem.